# Rai 5
Rai 5 ist eines der Programme, die zur RAI-Gruppe gehören. Rai 5 wurde am 26. November 2010 gestartet. Es orientiert sich an den Themen Kultur, Kunst, Tanz, Oper, Theater, Küche, Mode, Reise und Dokumentarfilme. Rai 5 nahm den Platz von Rai Extra ein.
Der Slogan von Rai 5 lautet: „La tv in tutti i sensi“, was übersetzt heißt: Das TV in allen Sinnen.

## Geschichte
Als in den ersten Monaten 2009 mit der Entstehung von Rai 4 ein weiteres Programm entstanden war, dachte die Rai schon an einen zusätzlichen fünften Sender. Nachdem am 27. April 2010 die Direktion von Rai 5 schon fest stand, stellte die politische Partei Lega Nord an die Direktion der Rai 5 die Frage, ob sie im Mittelpunkt die zentrale Produktion in Mailand stabilisieren würde. Auch wollte die Lega Nord, dass Rai 5 der Kanal der Expo 2015 wird. Letzterem stimmte Paolo Garimberti, der President der Rai, zu. Er sagte jedoch auch, dass Rai 5 nicht ein Programm nur für den Norden werden würde. Für einen kleinen Moment dachte man, Rai 5 würde im April 2010 auf Sendung gehen, aber dann wurde der Sendebeginn auf einen festen Tag verschoben und zwar auf den 26. November 2010.
Als sich dann der 26. November 2010 näherte, wurde auf allen Rai-Programmen ein Spot gezeigt, der die neue Welt von Rai 5 zeigen sollte. Das erste Programm, das auf Sendung ging, war Africa Benedetta mit Benedetta Mazzini.
Am 7. Dezember 2010 zeigte Rai 5 live Richard Wagners „La valchiria“ (Die Walküre).
Am 23. August 2011 zeigte der Kanal in der Prime-Time die Show von David Letterman, die vorher auf Sky Uno und auf Rai Sat zu sehen war.

## Direktoren
- Pasquale D’Alessandro (26. November 2010 – 20. Juli 2011)
- Massimo Ferrario (ab 20. Juli 2011)